# Werre-Bus

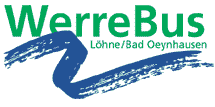
Ehemaliges Logo WerreBus

Unter dem Markennamen WerreBus wurde der öffentliche Personennahverkehr in den nordrhein-westfälischen Städten Löhne und Bad Oeynhausen in Ostwestfalen-Lippe vermarktet.
Das Linienbündel D „Löhne Bad Oeynhausen“ besteht aus mehreren Stadtbuslinien die in das Linienlos D1 - „Stadtverkehr Bad Oeynhausen“ und in das Linienlos D2 - „Stadtverkehr Löhne“ aufgeteilt sind. Außerdem gibt es seit 1. August 2020 das Linienlos C5 - „Bad Oeynhausen Nord“ in welches die Bad Oeynhauser Stadtbuslinien BO4, BO5 und BO6 integriert sind. Die wichtigsten Betreiber sind heute die Karl Köhne Omnibusbetriebe GmbH/Verkehrsbetriebe Extertal GmbH mit ihrer Marke „Weser-Werre-Bus“ im Bereich Löhne.
Im Bereich Bad Oeynhausen ist die Transdev Ostwestfalen GmbH mit ihrer Marke Teutoburger Wald Verkehr unterwegs.

## Geschichte

Logo WeserWerreBus

In Löhne wurde Ende der 1990er Jahre die Einführung eines modernen Stadtbussystems diskutiert; ein Beschluss dazu konnte im Stadtrat wegen des zu erwartender hohen Zuschussbedarfs jedoch nicht gefasst werden.
Bis 2003 gab es vier Verbindungen zwischen Löhne (Kreis Herford) und der Nachbarstadt Bad Oeynhausen im Kreis Minden-Lübbecke:
- 405: Herford – Schweicheln – Löhne Ort – Löhne Bahnhof – Melbergen – Bad Oeynhausen (Stundentakt, parallel zur Bahnstrecke Hamm–Minden).
- 406: Bad Oeynhausen – Gohfeld – Bischofshagen – Löhne Bahnhof – Besebruch – Halstern (Stundentakt bis Gohfeld)
- 429: Erich-Maria-Remarque-Platz – Ostscheid – Brückenstraße – Gohfeld – ZOB – Kappenberg (Stundentakt)
- 619: Mennighüffen – Werster Straße – Einkaufszentrum Werre-Park – ZOB (BVO, einzelne Fahrten)

Der Stadtteil Gohfeld grenzt direkt an Bad Oeynhausen mit durchgehend dichter Bebauung. Die langjährige, damals stark genutzte Regionalbuslinie 405 verlief parallel zur Eisenbahn, daher forderte der Nahverkehrsplan für den Kreis Herford eine Linienteilung (auch Zuweisung zu zwei Linienbündeln). Diese Teilung konnte problemlos durchgeführt werden, weil durch den im Jahre 2000 eingeführten Verbundtarif viele Fahrgäste an die Bahn verloren gingen. Die Attraktivität der Linie als Regionalverbindung ging durch diese Teilung (im Zusammenhang mit der Einführung des Werre-Bus) und einen erheblich längeren Linienweg der Ersatzlinien 425 und 430 komplett verloren. Fahrgäste aus Schweicheln und Gohfeld in die Nachbarstädte Bad Oeynhausen bzw. Herford werden laut Fahrplan zum Umsteigen gezwungen, obwohl die Busse teilweise weiterhin durchgehend verkehren.
Linie 429 wurde nur wenige Jahre bedient und war zum Zeitpunkt der Einstellung 2003 noch nicht richtig eingeführt (daher geringe Fahrgastnachfrage).
Die Einführung des Werre-Bus erfolgte 2003 als gemeinsames Projekt für Löhne und Bad Oeynhausen. Hauptbetreiber des Busnetzes waren damals die Verkehrsbetriebe Minden-Ravensberg (VMR). Dieses Unternehmen befand sich in einer Phase des Defizitabbaus, Ziel der Maßnahmen war daher eine Netzoptimierung und Umstellung wenig gefragter Abschnitte auf Anrufbetrieb („Taxibusse“). In Bad Oeynhausen wurden nahezu alle Stadtlinien durch Kleinbusse im Anrufbetrieb ersetzt. Es kam dort wegen der nun erforderlichen Anrufe zu Protesten. Nach mehreren Netzänderungen und einem Betreiberwechsel sind heute große Bereiche wieder ohne Voranmeldung nutzbar. In Löhne erfolgte die Umstellung auf Anrufbetrieb in mehreren Schritten, heute werden einige Linien weiterhin mit Kleinbussen aber wieder ohne telefonische Voranmeldung bedient.
Betreiber waren zunächst neben den VMR (Sitz Herford) die Busverkehr Ostwestfalen (BVO) (Bielefeld) und die Omnibus-Verkehrs-Gesellschaft Bollmeyer (OVG Bollmeyer) (Bünde). Das Liniennetz in Bad Oeynhausen war aufgeteilt in einen von der BVO bedienten nördlichen Teil (u. a. Werste, Wulferdingsen, Volmerdingsen) und einen südlichen Hauptbereich (u. a. Rehme, Südstadt, Lohe) mit Bedienung durch die VMR. Die Konzession der Linie 551 nach Oberbecksen lag stets bei Privatunternehmen.
Am 21. November 2007 wurde eine Ausschreibung durch die Minden-Herforder Verkehrsgesellschaft mbH (mhv) veröffentlicht. Es gaben verschiedene Unternehmen eigenwirtschaftliche Angebote für die beiden Bereiche Löhne und Bad Oeynhausen ab. Die Bezirksregierung Detmold vergab die Linien in Löhne an das ortsfremde Unternehmen BahnBus Hochstift (BBH) und in Bad Oeynhausen an die Bietergemeinschaft WeserWerreBus GmbH (Gesellschafter: Karl Köhne Omnibusbetriebe/Verkehrsbetriebe Extertal GmbH und Omnibus-Verkehrs-Gesellschaft Bollmeyer). Die Konzessionen wurden wegen Widerspruchsverfahren zunächst nur für drei Monate vergeben. Damit war die gemeinsame Bedienung durch ein Unternehmen (bisher VMR) für die beiden Städte getrennt. Der Bereich Bad Oeynhausen wird seither von der Karl Köhne GmbH (die Anteile der Bietergemeinschaft liegen seit Januar 2010 zu 100 % bei diesem Unternehmen) zur Unterscheidung vom nun auf Löhne begrenzten WerreBus als Weser-Werre-Bus betrieben.

## Linienlos D1 - „Stadtverkehr Bad Oeynhausen“
Der Betreiber des Linienlos D1 - „Stadtverkehr Bad Oeynhausen“ ist die Transdev Ostwestfalen GmbH, mit ihrer Marke Teutoburger Wald Verkehr (TWV) aus Reda Wiedenbrück.
Stadtbuslinien im Linienlos D1:
- BO1 Bad Oeynhausen ZOB – Werrepark – Rehme, Bad Oeynhausen ZOB – Krankenhaus – Herzzentrum – Südstadt
- BO2 Bad Oeynhausen ZOB – Lohe
- BO3 Bad Oeynhausen ZOB – SZ Süd – Kappenberg, Bad Oeynhausen ZOB – Rehme – Oberbecksen
- BO7 Bad Oeynhausen ZOB – Eidinghausen – Bad Oexen – Volmerdingsen

Die Stadtbuslinien BO4, BO5 und BO6 gehören zum Linienlos C5 - „Bad Oeynhausen Nord“ des Linienbündel C – „Minden und Umgebung“.
Seit August 2019 heißen die Linien in Bad Oeynhausen „Der Oeynhauser“. Im Zusammenhang mit der Namensänderung wurden auf allen Stadtbus Linien im Bad Oeynhauser Süden auf einen Halbstundentakt gebracht.
Im Weiteren wurden ab 1. August 2020 drei neue Stadtbus Linien im Bad Oeynhauser Norden ins Stadtbus Netz integriert diese fahren teilweise ebenfalls in einen Halbstundentakt gehören allerdings nicht zum Linienlos D1, diese wurden in dem neuen Linienlos C5 - „Bad Oeynhausen Nord“ des Linienbündel C - „Minden und Umgebung“ integriert.
Die Stadtbuslinien, die in der Woche an der Haltestelle Werre-Park vorbeifahren, bringen die Abfahrtszeit dort auf einen 15-Minuten-Takt.
Alle Bad Oeynhauser Stadtbus Linien haben seit dem 1. August 2020 neue Liniennummern bekommen (BO1-BO7).

## Linienlos C5 - „Bad Oeynhausen Nord“
Betreiber des Linienlos C5 - „Bad Oeynhausen Nord“ ist ebenfalls wie im Linienlos D1 - „Stadtverkehr Bad Oeynhausen“ die Transdev Ostwestfalen GmbH mit ihrer Marke Teutoburger Wald Verkehr (TWV).
Ab 1. August 2020 wurden drei neue Stadtbus Linien (BO4, BO5 und BO6) im Bad Oeynhauser Norden ins Stadtbus Netz integriert diese fahren teilweise ebenfalls in einen Halbstundentakt.
 Stadtbuslinien im Linienlos C5
- BO4 Bad Oeynhausen ZOB – Dehme (– Bad Oexen)
- BO5 Bad Oeynhausen ZOB – Eidinghausen – Volmerdingsen – Bergkirchen (– Wulferdingsen)
- BO6 Bad Oeynhausen ZOB – Werste – Wulferdingsen

## Linienlos D2 - „Stadtverkehr Löhne“

Logo WeserWerreBus

Der Betreiber des Linienlos D2 - „Stadtverkehr Löhne“ ist die Karl Köhne Omnibusbetriebe GmbH/Verkehrsbetriebe Extertal GmbH, mit ihrer Marke „Weser-Werre-Bus“.
Folgende Linien des WWB in Löhne sind:
- 430 Löhne – Bad Oeynhausen
- 431 E.-M.-R.-Platz – Mennighüffen – Halstern
- 432 E.-M.-R.-Platz – Löhne-Ort
- 437 E.-M.-R.-Platz – Ostscheid – Gohfeld
- 438 Bad Oeynhausen – Löhne
- 439 Bischofshagen – Wittel – Löhne